# Данилов, Николай Игоревич
Никола́й И́горевич (И́горьевич) Дани́лов (1 августа 1945, Тара, Омская область — 27 августа 2015, Ялта, Республика Крым) — доктор экономических наук, профессор, советник Губернатора Свердловской области (1995—1996), заведующий кафедрой «Энергосбережение» Уральского федерального университета имени первого Президента России Б. Н. Ельцина (1999—2014), основатель и директор государственного бюджетного учреждения Свердловской области «Институт энергосбережения» (2009—2011).

## Биография
Родился 1 августа 1945 года в городе Тара, Омской области. В 1969 году окончил Ленинградский электротехнический институт по специальности «Электротермические установки», квалификация — инженер-электрик. В 1980 году окончил Институт повышения квалификации Академии народного хозяйства при Совете Министров СССР. В 2000 году защитил в Академии народного хозяйства при Правительстве РФ докторскую диссертацию на тему: «Развитие крупных промышленных центров в индустриальном регионе». В 2001 году решением Министерства образования РФ ему присвоено ученое звание профессора по кафедре «Энергосбережение».
Скончался 27 августа 2015 года. Похоронен на Широкореченском кладбище Екатеринбурга.

## Трудовая деятельность
- 1969—1977 гг. — старший инженер, секретарь комитета ВЛКСМ, начальник бюро отдела главного металлурга Уральского вагоностроительного завода им. Ф. Э. Дзержинского (г. Нижний Тагил);
- 1977—1989 гг. — партийная работа в (г. Нижний Тагил);
- 1989—1992 гг. — старший преподаватель кафедры экономики СССР Свердловской высшей партийной школы, доцент кафедры управления и экономики Уральского социально-политического института (г. Екатеринбург);
- 1992—1994 гг. — заместитель генерального директора — директор внешнеторговой фирмы «Балкан» Уральского хозрасчетного объединения международного сотрудничества (г. Свердловск, г. Екатеринбург);
- 1994—1995 гг. — генеральный директор АОЗТ Координационный Центр «Регинвест» (г. Екатеринбург);
- 1995—2001 гг. — советник Губернатора Свердловской области, первый заместитель председателя Правительства Свердловской области (г. Екатеринбург);
- 1999—2014 гг. — заведующий кафедрой «Энергосбережение» Уральского федерального университета имени первого Президента России Б. Н. Ельцина (г. Екатеринбург);
- 2001—2009 гг. — заведующий секретариатом Губернатора Свердловской области, заместитель руководителя Координационного совета по энергосбережению Свердловской области (г. Екатеринбург);
- 2009—2014 гг. — директор, главный специалист отдела экономико-энергетического анализа государственного бюджетного учреждения Свердловской области «Институт энергосбережения» (г. Екатеринбург);
- 2010—2015 гг. — председатель коллегии, научный руководитель, член коллегии Некоммерческого партнерства "Союз «Энергоэффективность» (г. Екатеринбург);
- 2012—2015 гг. — член постоянно действующего технического совета ЗАО «Региональная Строительная Группа-Академическое», активное участие в продвижении решений по энергоэффективному строительству зданий микрорайона «Академический» (г. Екатеринбург);
- 2014—2015 гг. — член общественного Совета при двух министерствах Свердловской области — энергетики и жилищно-коммунального хозяйства, а также общего и профессионального образования (г. Екатеринбург);
- 2014—2015 гг. — профессор-консультант кафедры атомных станций и возобновляемых источников энергии Уральского энергетического института Уральского федерального университета имени первого Президента России Б. Н. Ельцина (г. Екатеринбург).

## Научная деятельность

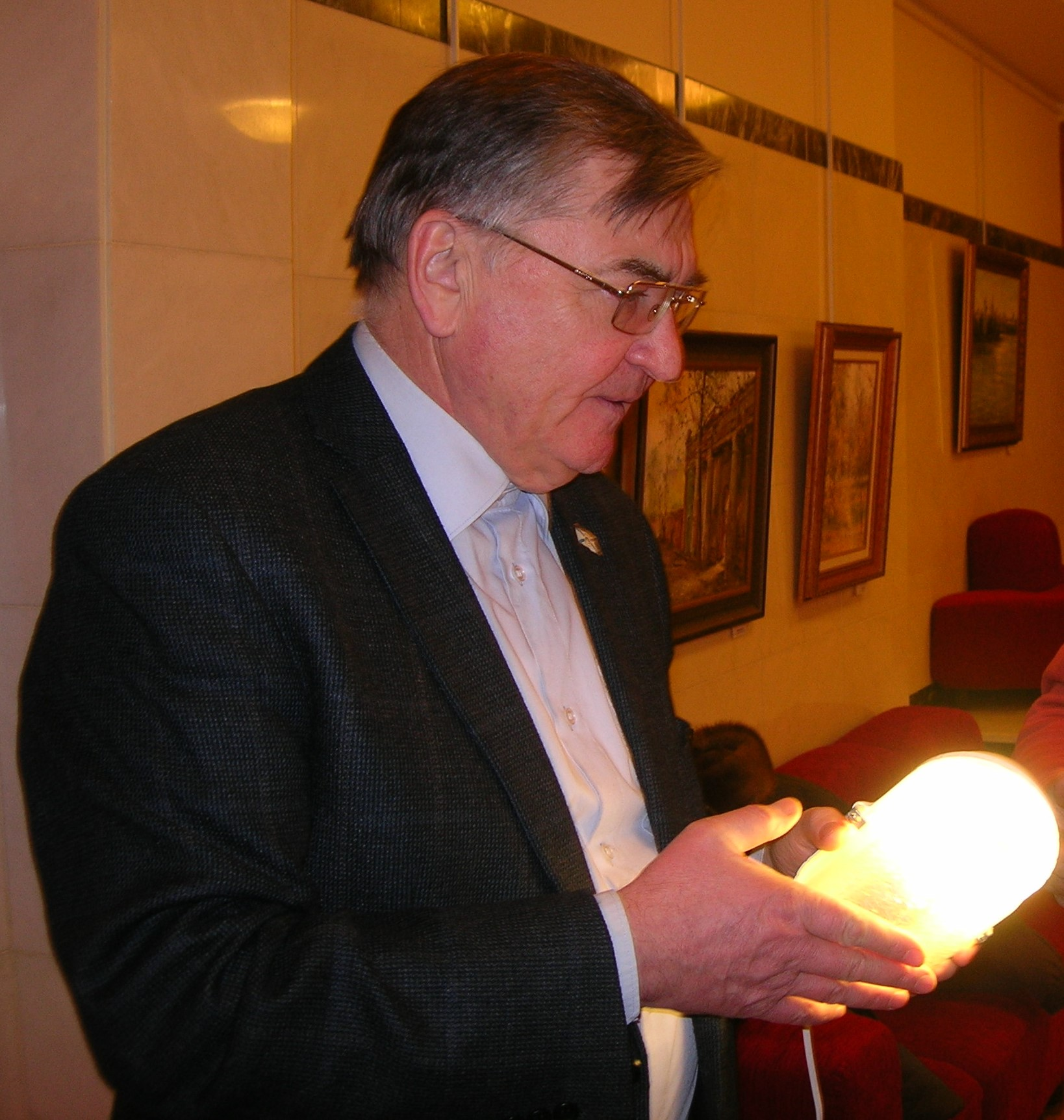
Н. И. Данилов, 2010 год

Научная деятельность Н. И. Данилова связана с проблемами устойчивого развития Уральского региона, энергоэффективной экономики.
Им была создана и активно развивалась научно-методическая школа «Энергосбережение и повышение энергетической эффективности» в Свердловской области и в Уральском регионе.
Н. И. Данилов является научным руководителем исследований в направлении разработки ресурсосберегающих технологий по энергетическому использованию низкопотенциальных и низкосортных топливно-энергетических ресурсов в региональной и местной энергетике, оценки влияния энергосбережения на состояние окружающей среды, создания методики определения энергоемкости валового регионального продукта и путей ее снижения, методики энергетического анализа хозяйственной деятельности.

## Результаты трудовой и научной деятельности
В период работы на Уралвагонзаводе в г. Нижний Тагил Даниловым Н. И. разработаны технологии, позволившие улучшить качество изделий оборонного назначения. Будучи специалистом по нагреву и термообработке токами высокой частоты деталей ответственного назначения для тяжелонагруженных узлов машин, является автором технологических разработок по термообработке с нагревом токами высокой частоты и электронагреву под штамповку деталей танка Т-72. Разработанные им технологии применяются и в других отраслях промышленности.
Даниловым Н. И. разработана и реализована система частно-государственного партнерства по комплексному развитию города Нижнего Тагила, осуществлена реконструкция инженерных сетей города с применением энергоэффективных технологий.
В период работы первым заместителем председателя Правительства Свердловской области при его активном участии разработаны и реализованы программы переработки техногенных образований, конверсии оборонных предприятий, энергосбережения и повышения энергетической эффективности производства и другие, позволившие сохранить ключевые технологии и промышленный потенциал Свердловской области.
Под руководством Н. И. Данилова разработаны научные и методические основы формирования и оптимизации топливно-энергетического баланса Свердловской области, заложены основные принципы энергетического анализа хозяйственной деятельности, выработаны методические рекомендации по разработке региональных программ энергосбережения.

## Институт энергосбережения
В 2006 году Н. И. Данилов стал инициатором создания государственного бюджетного учреждения Свердловской области «Институт энергосбережения» (ГБУ СО «ИнЭС»), с ноября 2009 года был его директором, с декабря 2011 года по июль 2013 года — научным руководителем, главным специалистом.
В июле 2016 года государственное бюджетное учреждение Свердловской области «Институт энергосбережения» переименовано в государственное бюджетное учреждение Свердловской области «Институт энергосбережения им. Н. И. Данилова».

## Участие в подготовке специалистов в области энергосбережения
В течение 15 лет, в период с декабря 1999 года по январь 2014 года Н. И. Данилов являлся заведующим кафедрой «Энергосбережение» УрФУ по совместительству. За это время на кафедре «Энергосбережение» прошли обучение более 24000 студентов старших курсов десяти институтов и факультетов УрФУ, которые слушали лекции проф. Данилова Н. И. Он также читал лекции студентам других вузов г. Екатеринбурга и филиалов территориальной сети УрФУ в Свердловской области: УрГУ, УралГАХА, РГППУ, УГГУ, УрГЭУ, Нижнетагильского технологического института, политехнического института в г. Каменске-Уральском, вел работу со школьниками, учащимися средних профессиональных учебных заведений, оказывал методическую помощь учителям и преподавателям.
Под руководством Н. И. Данилова разработан образовательный стандарт УрФУ «Энергосбережение и повышение энергетической эффективности в промышленности и бюджетной сфере», утвержденный Ученым советом УрФУ в декабре 2012 года. Этот стандарт является основой для разработки и реализации образовательных программ подготовки высококвалифицированных кадров со степенью магистра по данному направлению. Он является руководителем аспирантских и магистерских научно-исследовательских работ.
Н. И. Данилов принимал активное участие в организации и проведении ежегодной Всероссийской студенческой олимпиады по дисциплинам «Энерго- и ресурсосбережение», «Нетрадиционные и возобновляемые источники энергии», Всероссийской научно-практической конференции и выставки технического творчества студентов, аспирантов и молодых ученых «Энерго- и ресурсосбережение. Энергообеспечение. Нетрадиционные и возобновляемые источники энергии», в которых принимают участие представители десятков вузов России. С 2001 года по 2015 год успешно проведено 15 таких учебно-научных молодежных мероприятий.
Н. И. Данилов — инициатор создания областной системы непрерывного образования через подготовку и повышение квалификации специалистов предприятий и организаций в сфере энергосбережения с вручением квалификационных сертификатов выпускникам. В развитие этой системы, при непосредственном участии Данилова Н. И. в образовательном процессе, в УрФУ с 1998 год по 2015 год прошли обучение более 6000 специалистов предприятий и организаций Свердловской области и Уральского региона.
Н. И. Данилов был руководителем профессиональной подготовки инженерного персонала промышленных предприятий по направлению «Энерго- и ресурсосберегающие технологии в промышленности» в рамках Президентской Программы повышения квалификации инженерных кадров в соответствии с указом Президента Российской Федерации от 7 мая 2012 года № 594. С 2012 года по 2014 год по этой программе проведено обучение 110 специалистов промышленных предприятий Свердловской области и Уральского региона.
Являясь президентом Уральского отделения Российской инженерной Академии (с момента создания по 2012 год), действительным членом данной Академии (по 2015 год), Н. И. Данилов принимал участие в разработке и реализации программ образовательной деятельности академии по направлениям — энерго-, ресурсосбережение и экология.

## Участие в выставках, конференциях, заседаниях «круглого стола»

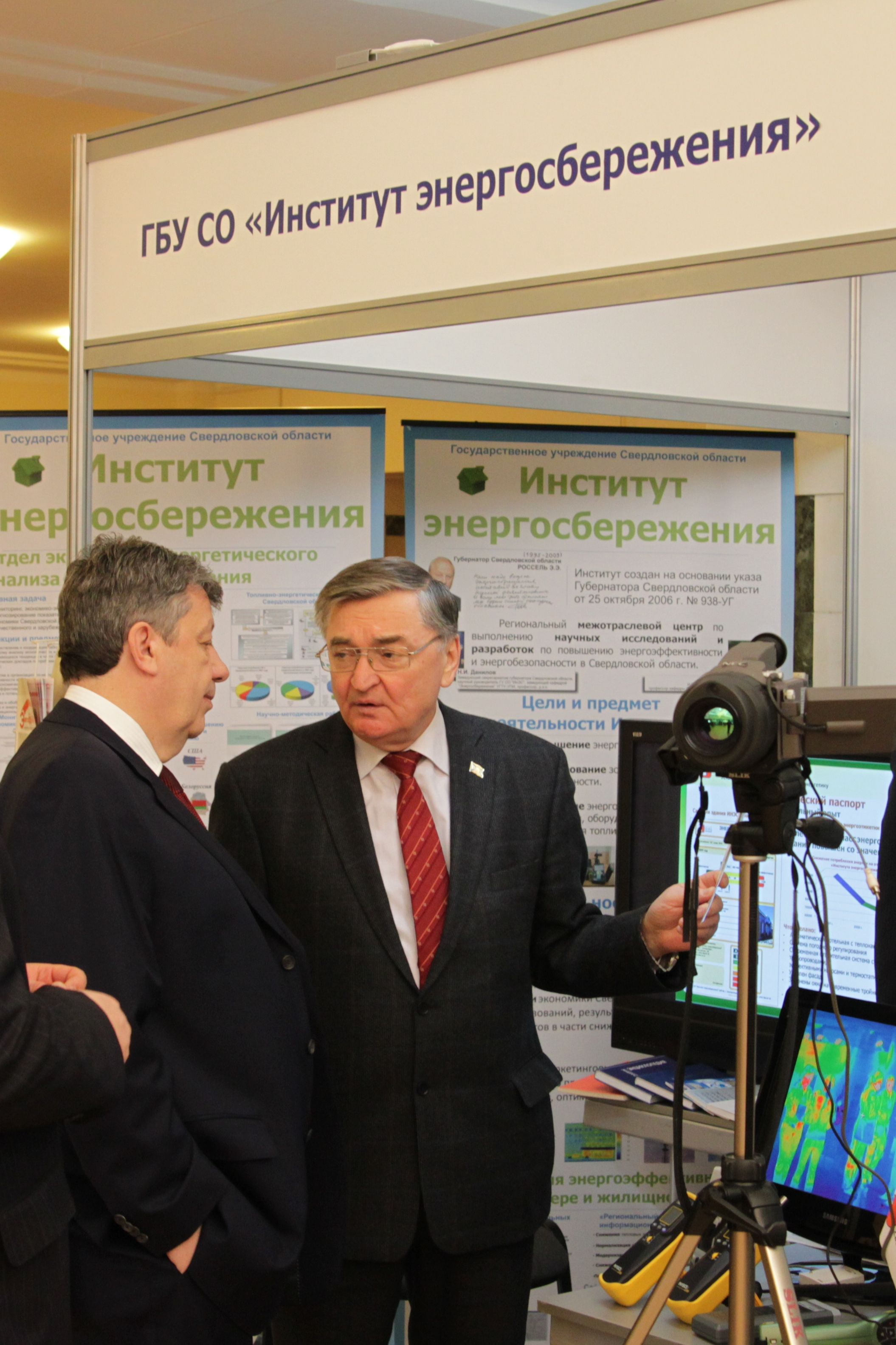
А. М. Чернецкий и Н. И. Данилов на выставке, посвященной модернизации и реформированию ЖКХ, 19 февраля 2010 года

Н. И. Данилов активно выступал с научными докладами, читал лекции. На стенде России на международной промышленной выставке-ярмарке «Hannover Messe» в апреле 2013 года, где была представлена экспозиция Свердловской области, Данилов Н. И. выступил с лекцией и провел мастер-класс на тему «Энергоэффективность: вызовы и перспективы», вызвавший живой интерес участников.
Выступал с докладом 11 февраля 2013 года на заседании «круглого стола» Комитета Государственной Думы по энергетике на тему «Нормативно-правовое обеспечение государственной политики энергосбережения и повышения энергоэффективности». Результаты его работ нашли применение при подготовке документов по энергосбережению и повышению энергетической эффективности Правительства Свердловской области, а также законодательных и нормативных актов Российской Федерации, рекомендаций Международной финансовой корпорации IFC (2010 год) и докладов Организации Объединенных Наций (2009—2010 гг.).
Результаты работ Н. И. Данилова обсуждались на региональных, российских и международных научных конференциях, в том числе за последние пять лет: на форумах «Технологии энергоэффективности» в 2011—2015 гг. в г. Екатеринбурге, международной конференции «Энергоэффективность — от идеи до реализации» в г. Санкт-Петербурге в 2012 году, на международных симпозиумах EURO-ECO в 2009—2014 гг. в Ганновере, Германия; на международной конференции Energy Quest в 2014 году в г. Екатеринбурге.

## Награды
- Орден Почета, 2000 год;
- Почетное звание «Заслуженный экономист Российской Федерации», 1996 год;
- Звание «Почетный строитель России», 1998 год;
- Знак отличия «За безупречную службу. XXV лет», 2005 год;
- Знак отличия «За заслуги перед Свердловской областью» III степени, 2009 год;
- Почетная грамота Губернатора Свердловской области, 1999, 2005 год;
- Почетный гражданин города Нижний Тагил[2], 2001 год;
- Почетный гражданин Свердловской области[3][4], 2015 год.

## Международные награды
- За выдающиеся научные достижения Н. И. Данилов отмечен дипломом «Почетный ученый Европы»;
- За большой вклад в развитие науки, заслуги в организации научных исследований и заслуги в области донесения результатов научных исследований до сведения широкой общественности награжден памятными медалями Готфрида Вильгельма фон Лейбница (2011), Александра фон Губольдта (2013) и Владимира Вернадского (2014) Европейской академии естественных наук в г. Ганновере.

Имеет сертификаты международных организаций в области энергоэффективности (TÜV, Energy Audit Institute, Europäische Akademie der Naturwissentschaften e.V.).

## Публикации
- Развитие крупных промышленных центров: теория, методология, практика (1999);
- Энергосбережение — от слов к делу (2000);
- Энергосбережение: введение в проблему (2001);
- Энциклопедия энергосбережения (2003);
- Энергосбережение для всех (2004);
- Энергосбережение в жилищно-коммунальном комплексе (2006),
- Золотое сечение: теория и практика (2006),
- Сотовая энергетика (2006),
- Региональная энергетическая политика (2007),
- Бинарная энергетика (2008),
- Энергетическая составляющая успеха: взгляд в 2030 год (2008),
- Энергетическая составляющая успеха: О политике энергосбережения в Свердловской области (2008),
- Организация работ по энергосбережению в муниципальных образованиях Свердловской области (электронный учебник, 2008),
- Централизованное теплоснабжение в рыночных условиях (2009),
- Золотое сечение и современность: Природа. Экономика. Энергетика (2010),
- Использование ресурсов и энергии: учебное пособие для элективного курса «Энергосбережение» в старших классах (2010—2011),
- Цветная металлургия: проблемы, технологии, энергетические системы (2011),
- Основы энергосбережения: учебник для вузов (2005—2011),
- Использование ресурсов и энергии: учебное пособие для старшеклассников (2010—2011),
- Энергетическое обследование: справочное пособие: в 2-х томах (2011),
- Энергосбережение. Теория и практика. Т. 1. Теоретические основы энергосбережения (2012),
- Энергосбережение в бюджетной сфере (2012),
- Энергосбережение. Теория и практика. Т. 2. Практика управления энергоэффективностью (2013),
- Управление энергоэффективностью в экономике. Т. 1. Теоретические основы энергоэффективности, Т. 2. Практика управления энергоэффективностью (2014),
- Наилучшие доступные технологии обеспечения энергоэффективности в черной металлургии (2014).

Н. И. Данилов автор более 300 научных статьей и докладов на конференциях различных уровней, 50 монографий, учебных, справочных и учебно-методических пособий. В 2012 году им в соавторстве подготовлен и выпущен электронный вариант учебника «Основы энергосбережения» совместно с Институтом повышения квалификации руководящих работников и специалистов топливно-энергетического комплекса (ТЭК) Минэнерго России, который используется в системе повышения квалификации работников не только ТЭК, но и бюджетной сферы Свердловской области.